# 1060년대
1060년대는 1060년부터 1069년까지를 가리킨다.